# Rhyssella wenxianensis
Rhyssella wenxianensis är en stekelart som beskrevs av Hu och Yao 1998. Rhyssella wenxianensis ingår i släktet Rhyssella och familjen brokparasitsteklar. Inga underarter finns listade i Catalogue of Life.